# Frömmersbach
Frömmersbach ist ein Ortsteil der Stadt Gummersbach im Oberbergischen Kreis im südlichen Nordrhein-Westfalen.

## Geographie
Frömmersbach liegt zu Füßen der Südwest-Ausläufer des Unnenberges. Die Landstraße 323, Hauptverbindungsweg zwischen Gummersbach und Meinerzhagen, tangiert den Ort zwar unmittelbar, führt aber nach dem Straßenneubau Anfang der 1980er Jahre nicht mehr hindurch. So blieb eine gute Verkehrsanbindung ohne allzu große Störungen erhalten. Das Stadtzentrum liegt knapp sechs Kilometer südwestlich.

## Geschichte
1440 fand der Ort erstmals urkundlich Erwähnung, als ein Hanns von Vromersbach in einem Urteil des Freigerichtes Bergneustadt als Freischöffe genannt wurde.
Das Dorf Frömmersbach gehörte bis 1806 zur Reichsherrschaft Gimborn-Neustadt. Nach seiner Zugehörigkeit zum Großherzogtum Berg (1806–1813) und einer provisorischen Übergangsverwaltung kam die Region aufgrund der auf dem Wiener Kongress getroffenen Vereinbarungen 1815 zum Königreich Preußen. Unter der preußischen Verwaltung gehörte der Ort zunächst zum Kreis Gimborn (1816–1825) und danach zum Kreis Gummersbach in der Rheinprovinz. Im Jahr 1843 hatte das Dorf 178 Einwohner, die alle evangelisch waren, und 38 Häuser.

## Kultur

### Sport
- SV Frömmersbach (Fußball)
- TV Becketal (Turnverein)

### Vereinswesen
- Frauenchor Frömmersbach (seit 2007 aufgelöst)

### Wandern und Radwege
Folgende Wanderwege werden vom Wanderparkplatz Frömmersbach vom Sauerländischen Gebirgsverein (SGV) angeboten:
- A3 (2,6 km)

## Verkehr
Die Haltestelle von Frömmersbach wird über die Buslinie 318 (Gummersbach - (Niedernhagen -) Lieberhausen / Piene / Pernze) angeschlossen.